# PQ Близнецов
PQ Близнецов (лат. PQ Geminorum) — промежуточный поляр, двойная катаклизмическая переменная звезда типа DQ Геркулеса (XPM)* в созвездии Близнецов на расстоянии приблизительно 2 498 световых лет (около 766 парсек) от Солнца. Видимая звёздная величина звезды — от +14,5m до +13,7m. Орбитальный период — около 5,19 часа.
Открыта К. О. Мейсоном и др. в 1992 году***.

## Характеристики
Первый компонент — аккрецирующий белый карлик. Масса — около 0,71 солнечной. Эффективная температура — около 30000 К.
Второй компонент — красная звезда спектрального класса M. Радиус — около 0,59 солнечного, светимость — около 1,035 солнечной. Эффективная температура — около 7548 К.